# Vigevano
Vigevano là một đô thị ở tỉnh Pavia, Lombardia, Italia. Đô thị này có diện tích 82 km2, dan số 61.142 người, nằm ở độ cao 116 m trên mực nước biển. Các đơn vị trực thuộc: Buccella, Fogliano, Morsella, Piccolini, Sforzesca.
Các đô thị giáp ranh: Abbiategrasso (MI), Bereguardo, Besate (MI), Borgo San Siro, Cassolnovo, Cilavegna, Gambolò, Gravellona Lomellina, Morimondo (MI), Mortara, Motta Visconti (MI), Parona.